# Pocillopora
Genre
Pocillopora est un genre de cnidaires hexacoralliens (coraux), de la famille des Pocilloporidae.

## Description et caractéristiques

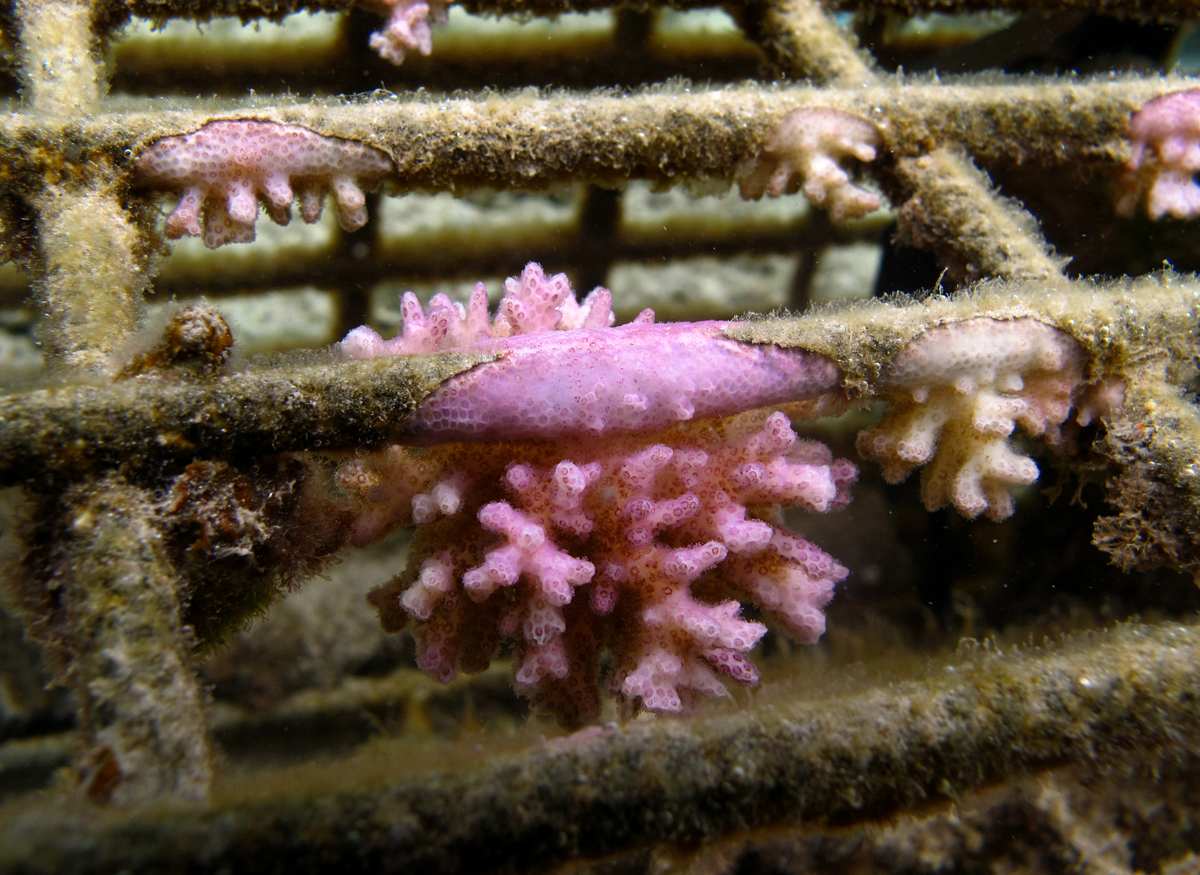
Les Pocillopora sont des espèces pionnières, qui colonisent souvent des supports artificiels.

Ce genre regroupe des coraux dont les colonies forment des spatules irrégulières assez reconnaissables. Ce sont des coraux pionniers, qui colonisent facilement les structures humaines (béton, métal...). Leur croissance est relativement rapide, et leur taille maximale limitée ; leur durée de vie est relativement brève pour un corail, mais le substrat calcaire qu'ils laissent à leur mort est particulièrement propice à la colonisation par d'autres espèces de coraux.
Ces coraux sont également caractérisés par la très importante biodiversité de symbiotes qu'ils peuvent accueillir : crabes trapèzes (nombreuses espèces), crevettes de la famille des Alpheidae (notamment Alpheus lottini), bivalves, gastéropodes, vers marins, ophiures, petits poissons... 
Certains de ces symbiotes les protègent contre les corallivores tels que l'étoile Acanthaster planci. 

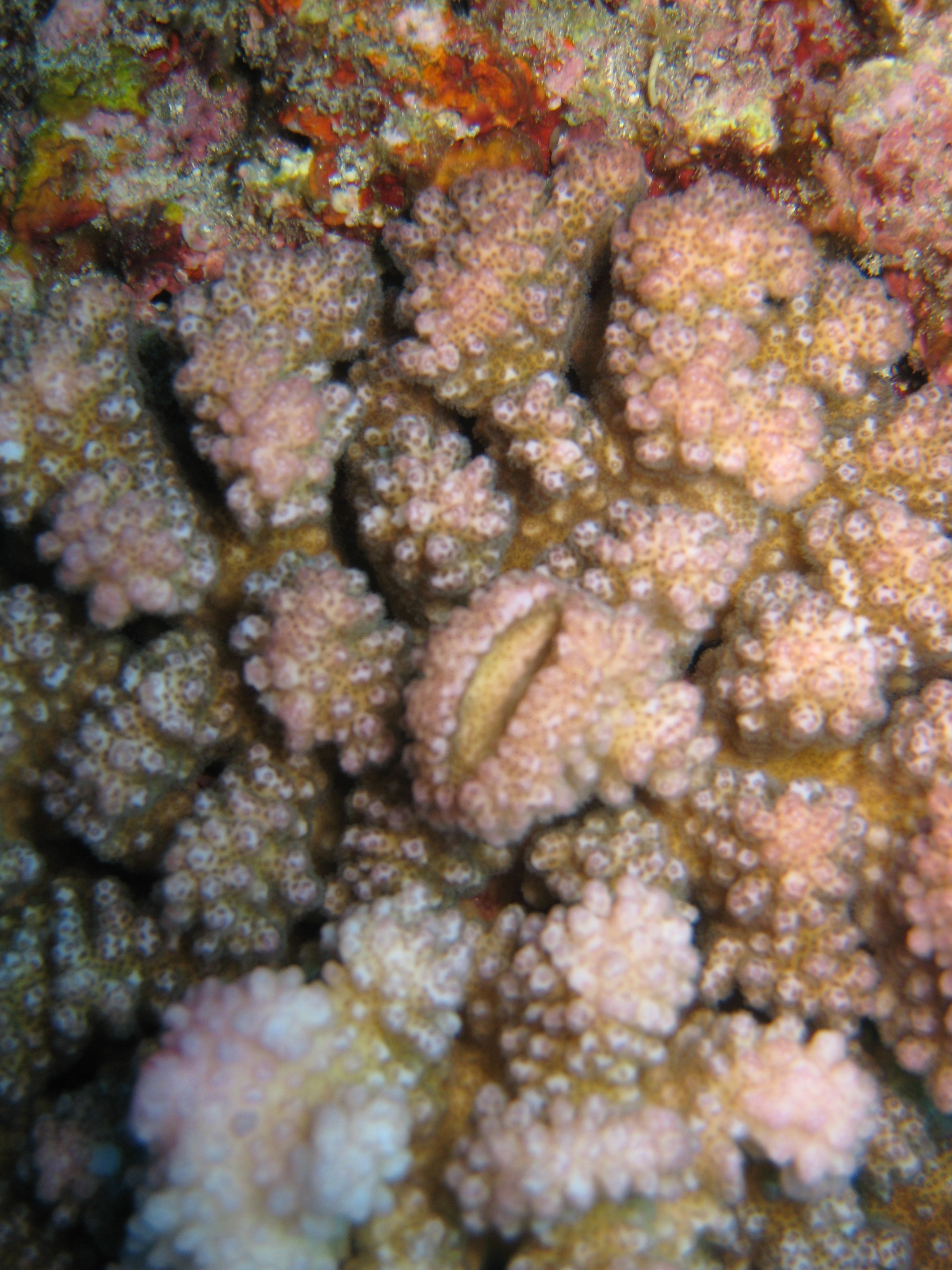
Galle de Hapalocarcinus marsupialis dans un coraux Pocillopora, Saint-Gilles les Bains sur l'île de La Réunion

Le crabe Hapalocarcinus marsupialis (famille des Cryptochiridae), est lui aussi inféodé à ces coraux, et sa femelle forme des galles dans les colonies de Pocillopora, et trouve protection dans cette prison à vie.

## Liste d'espèces
Selon World Register of Marine Species (31 juillet 2017) :
- Pocillopora acuta Lamarck, 1816
- Pocillopora aliciae Schmidt-Roach, Miller & Andreakis, 2013
- Pocillopora ankeli Scheer & Pillai, 1974
- Pocillopora aspera Verrill, 1870
- Pocillopora bairdi Schmidt-Roach, 2014
- Pocillopora brevicornis Lamarck, 1816
- Pocillopora capitata Verrill, 1864
- Pocillopora clavaria Ehrenberg, 1834
- Pocillopora damicornis (Linnaeus, 1758)
- Pocillopora effusa Veron, 2000
- Pocillopora elegans Dana, 1846
- Pocillopora frondosa Verrill, 1870
- Pocillopora fungiformis Veron, 2000
- Pocillopora gracilis Verrill, 1870
- Pocillopora grandis Dana, 1846
- Pocillopora indiania Veron, 2000
- Pocillopora inflata Glynn, 1999
- Pocillopora informis Dana, 1846
- Pocillopora kelleheri Veron, 2000
- Pocillopora lacera Verrill, 1870
- Pocillopora ligulata Dana, 1846
- Pocillopora mauritiana Brüggemann, 1877
- Pocillopora meandrina Dana, 1846
- Pocillopora modumanensis Vaughan, 1907
- Pocillopora molokensis Vaughan, 1907
- Pocillopora paucistellata Quelch, 1886
- Pocillopora plicata Dana, 1846
- Pocillopora pulchella Brüggemann, 1879
- Pocillopora ramiculosa Verrill, 1864
- Pocillopora septata Gardiner, 1897
- Pocillopora solida Quelch, 1886
- Pocillopora squarrosa Dana, 1846
- Pocillopora stellata Verrill, 1864
- Pocillopora suffruticosa Verrill, 1864
- Pocillopora verrucosa (Ellis & Solander, 1786)
- Pocillopora woodjonesi Vaughan, 1918
- Pocillopora zelli Veron, 2000

Selon ITIS (4 janvier 2016) :
- Pocillopora capitata Verrill, 1864
- Pocillopora damicornis Linnaeus, 1758
- Pocillopora elegans Dana, 1846
- Pocillopora eydouxi Milne-Edwards & Haime, 1860
- Pocillopora meandrina Dana, 1846
- Pocillopora verrucosa Ellis & Solander, 1786
- Pocillopora woodjonesi Vaughan, 1918

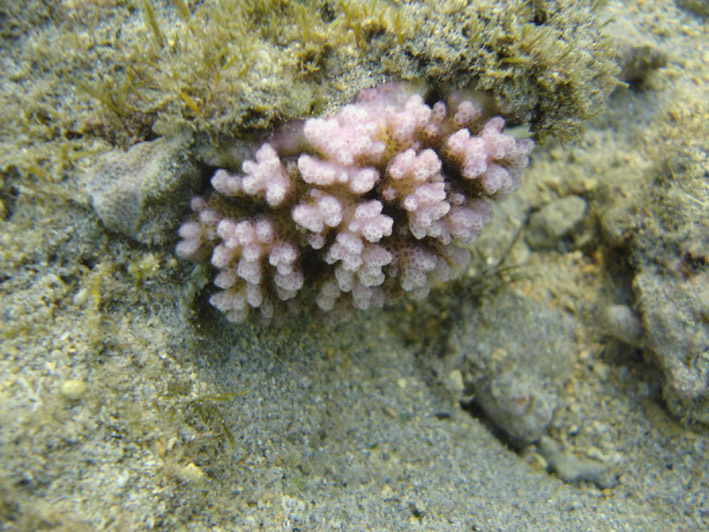
Pocillopora damicornis
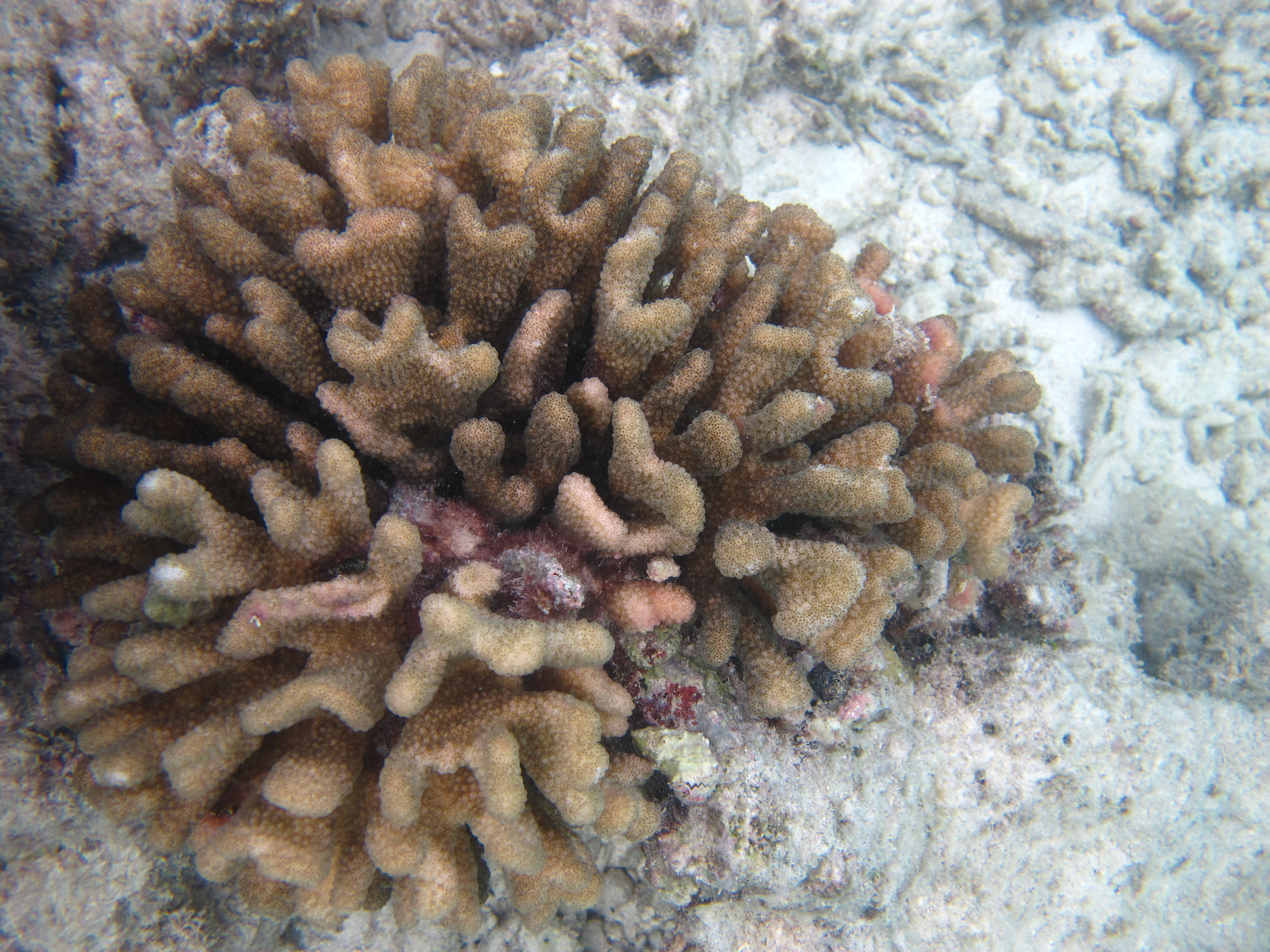
Pocillopora elegans
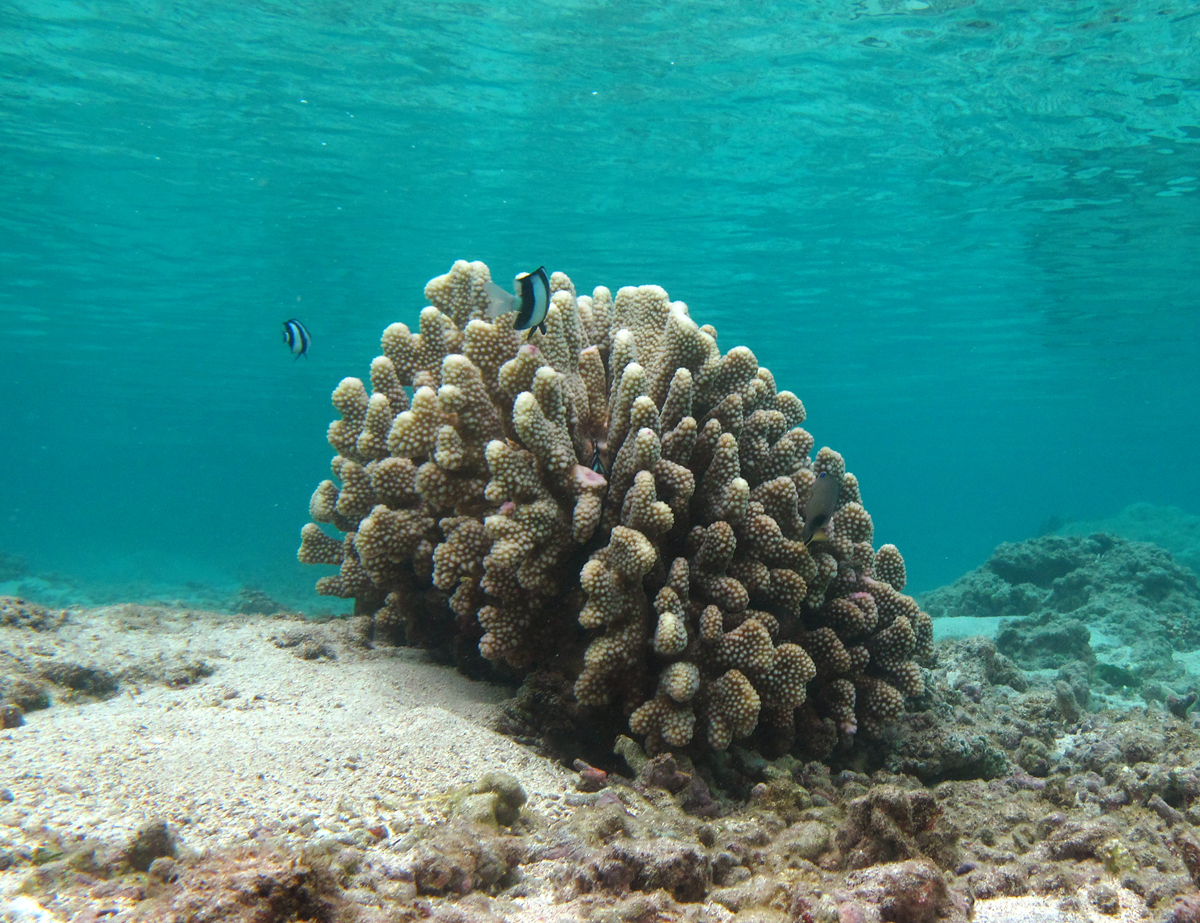
Pocillopora grandis
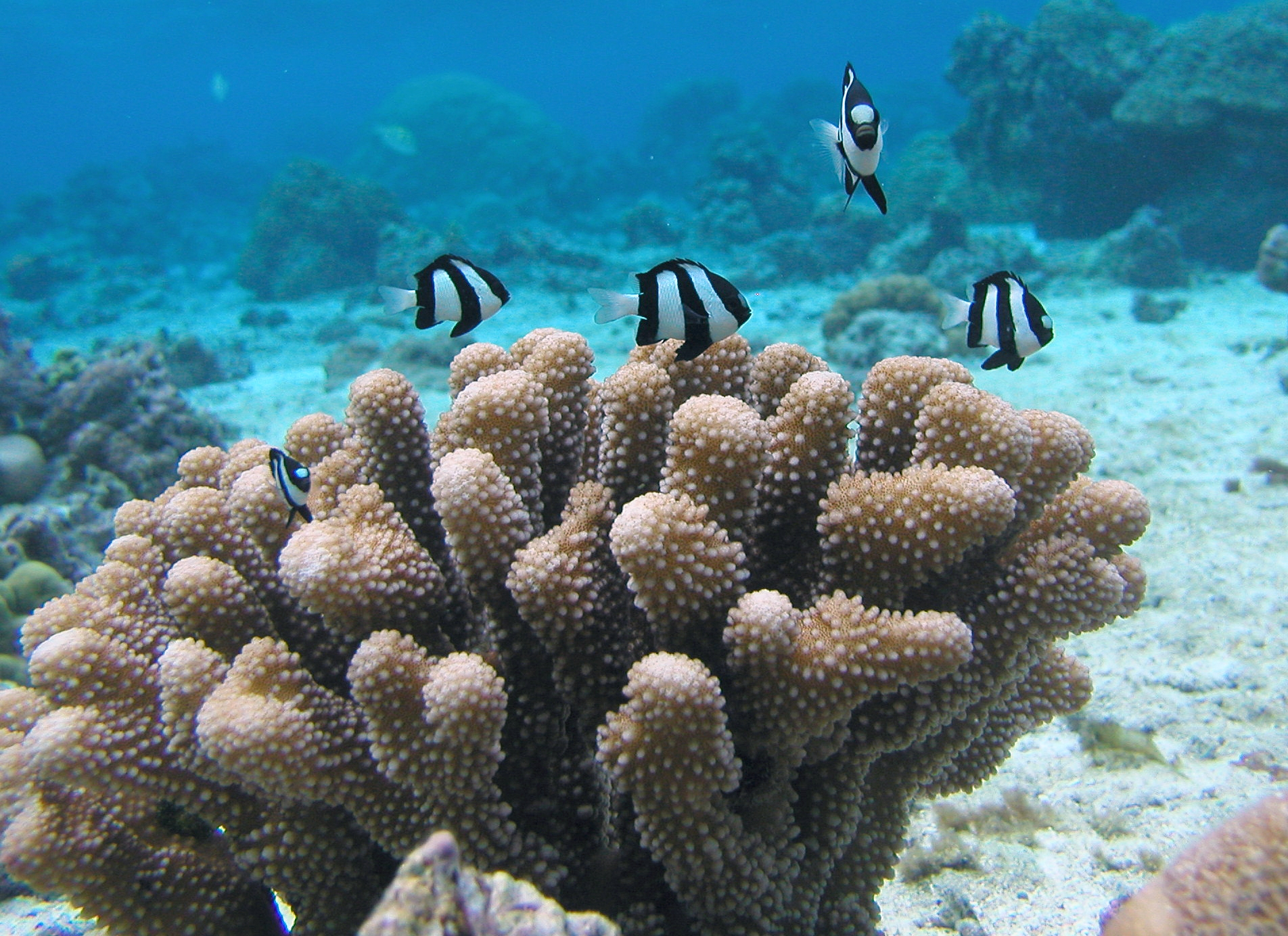
Pocillopora meandrina
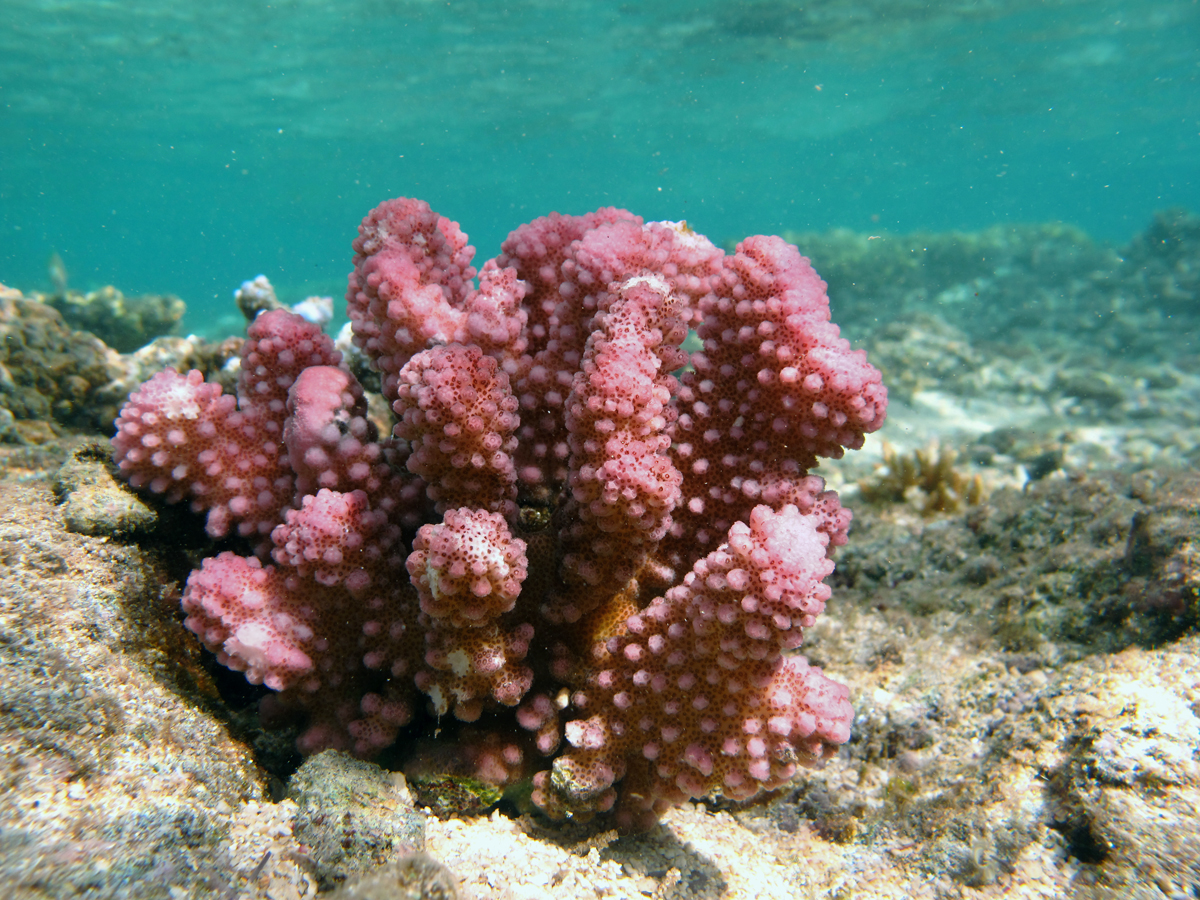
Pocillopora verrucosa

Galerie non exhaustive de symbiotes

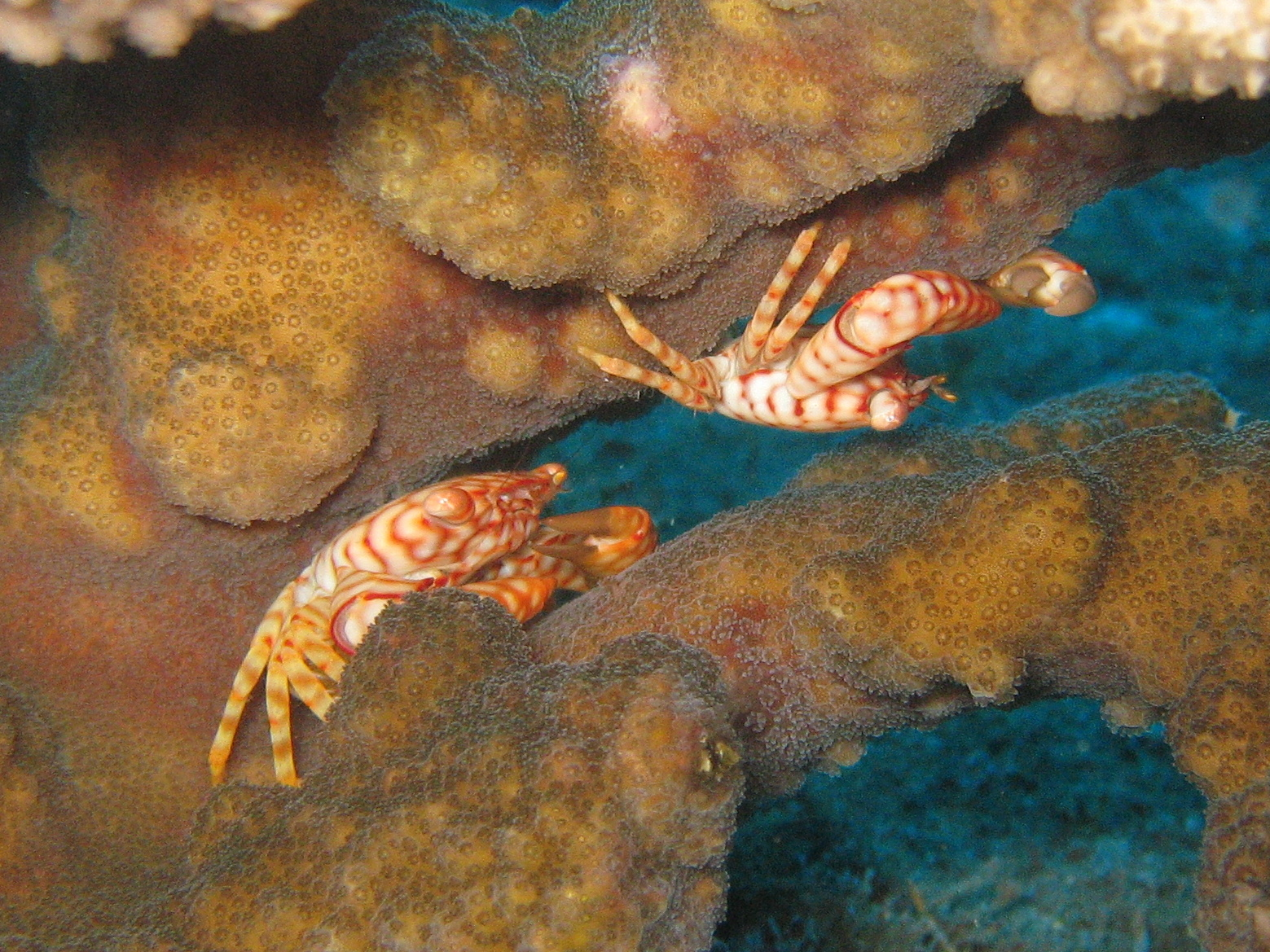
Des crabes trapèzes (Trapezia flavopunctata) dans leur Pocillopora
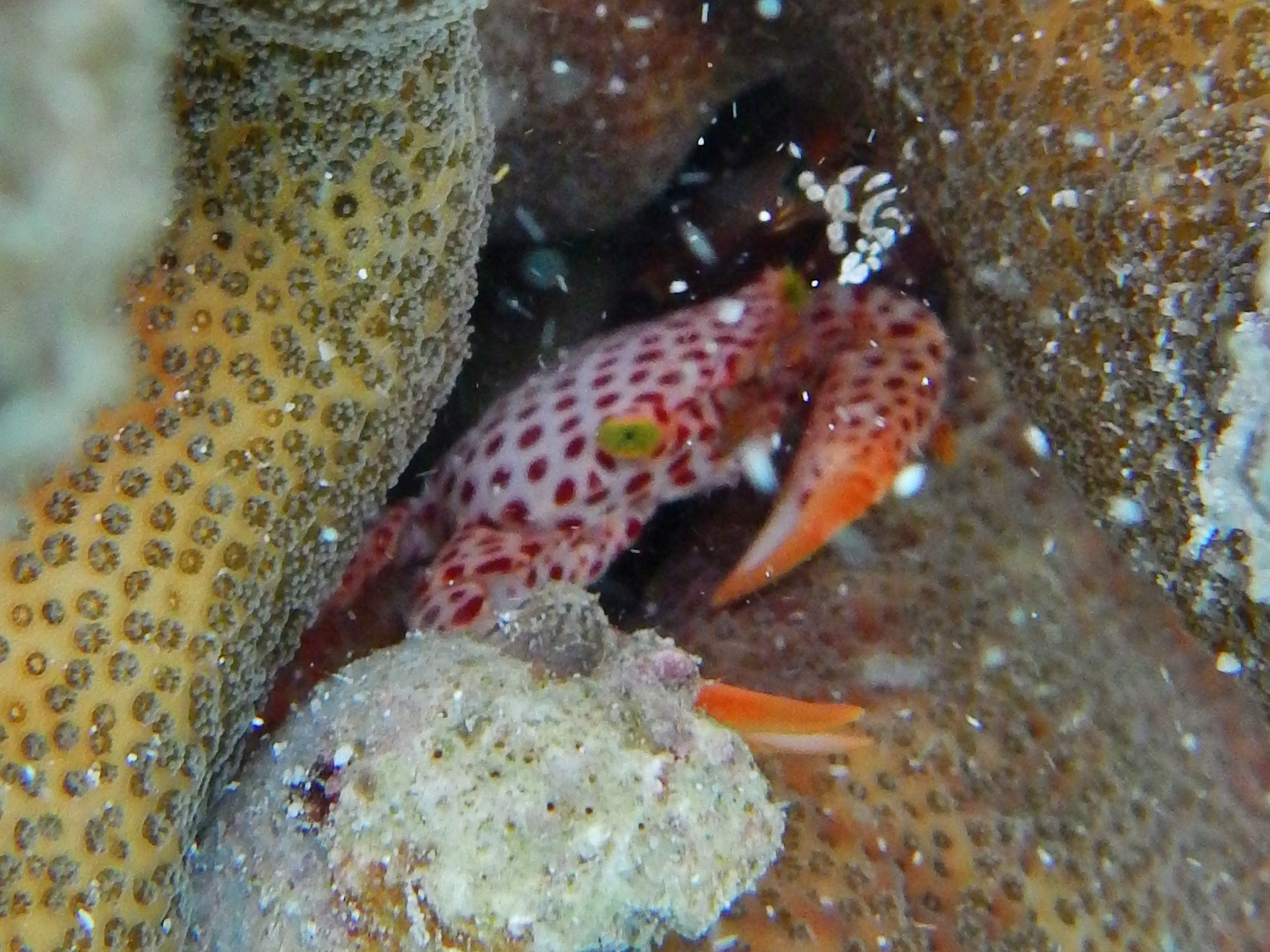
Crabe trapèze (Trapezia rufopunctata)
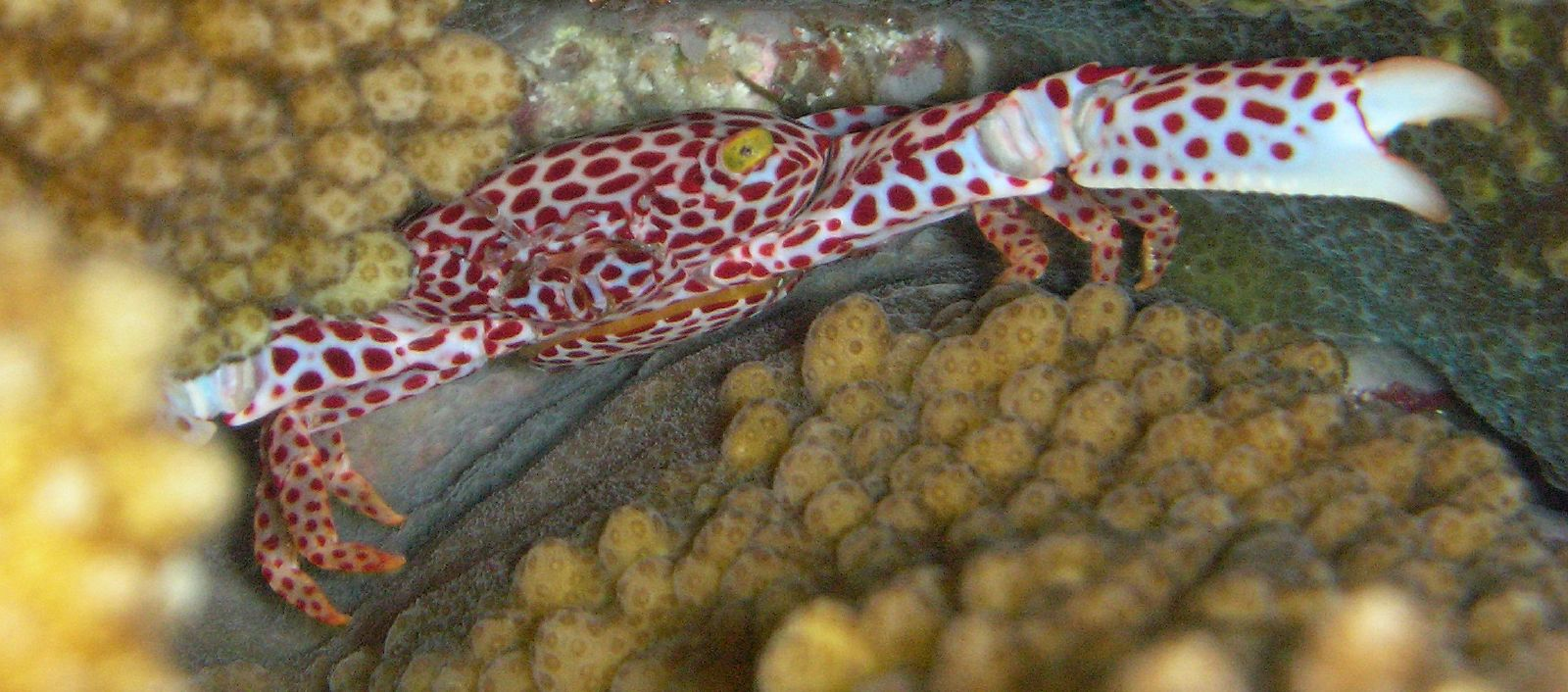
Crabe Trapezia tigrina
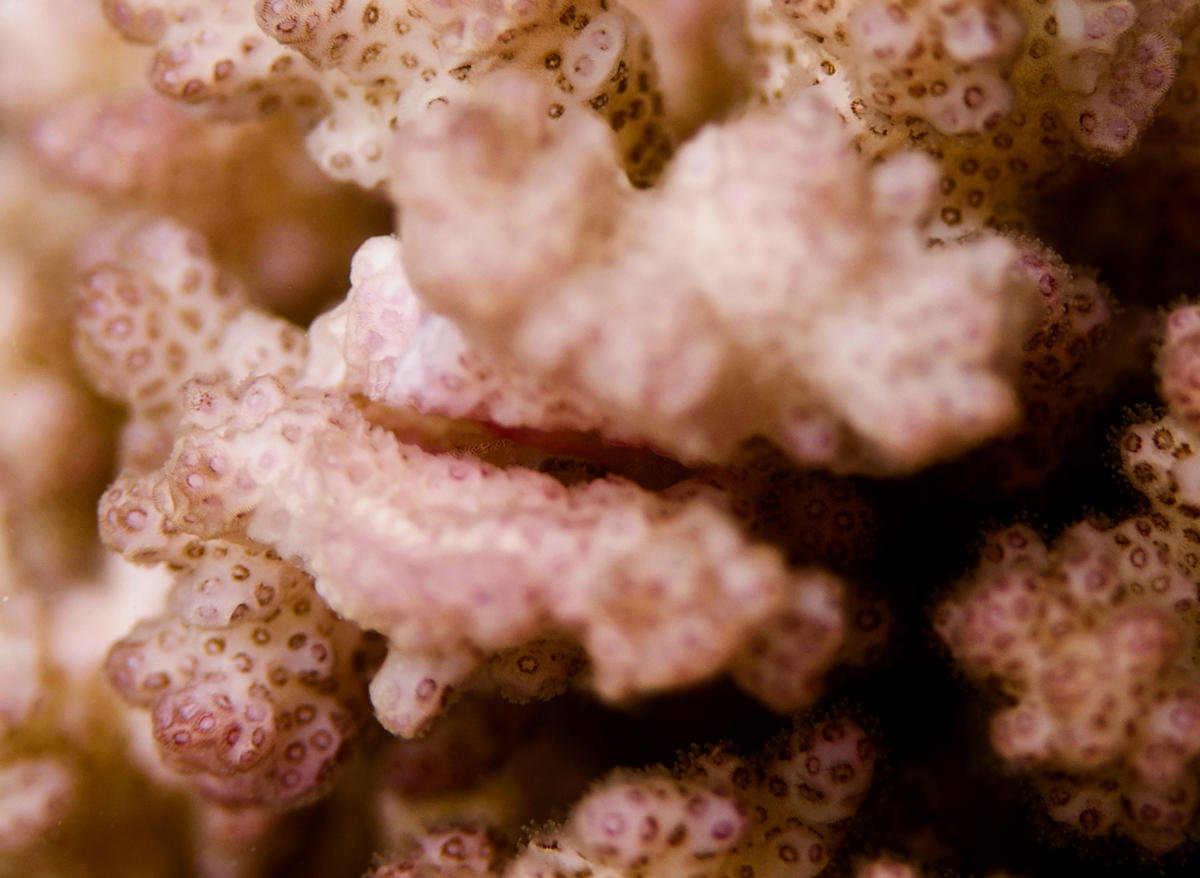
Galle de Pocillopora autour d’une femelle de Cryptochiridae (probablement Hapalocarcinus marsupialis).
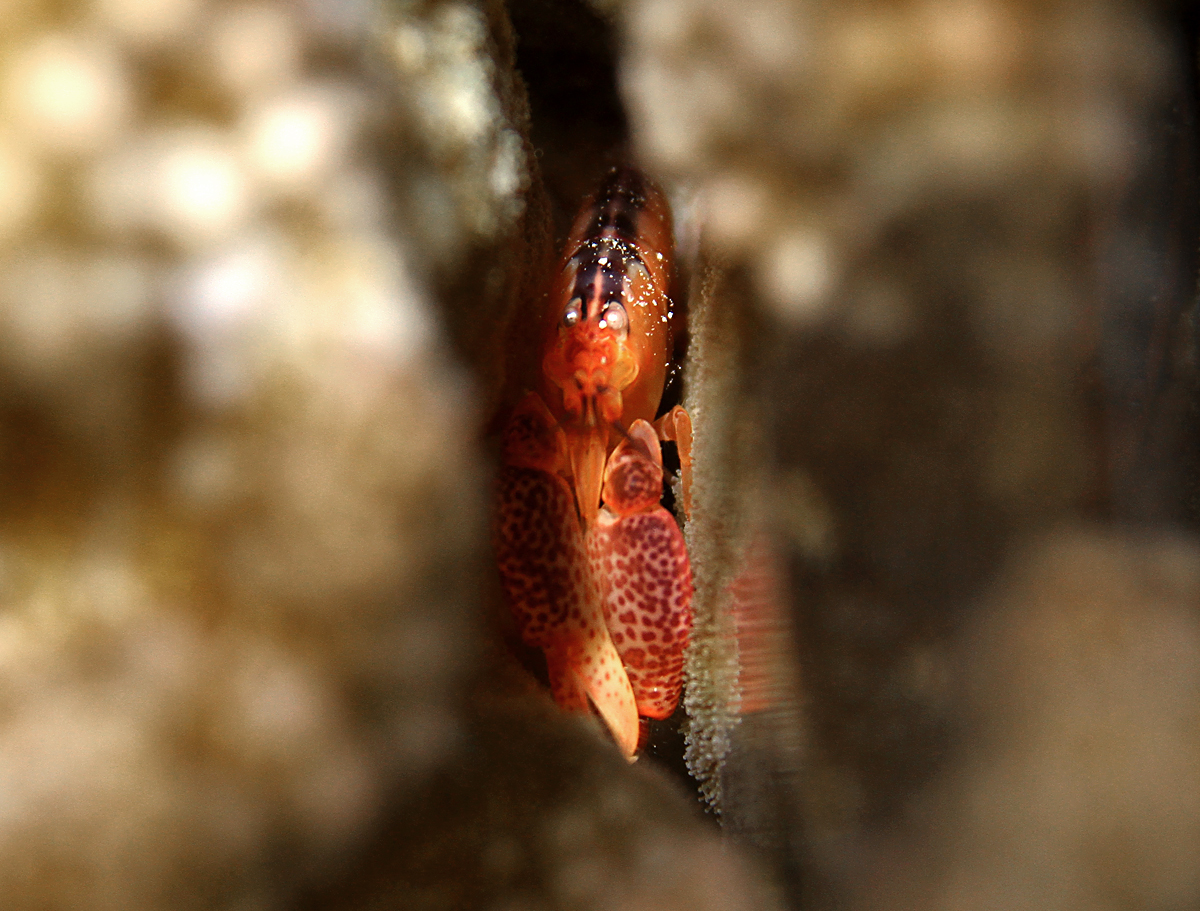
Crevette Alpheus lottini
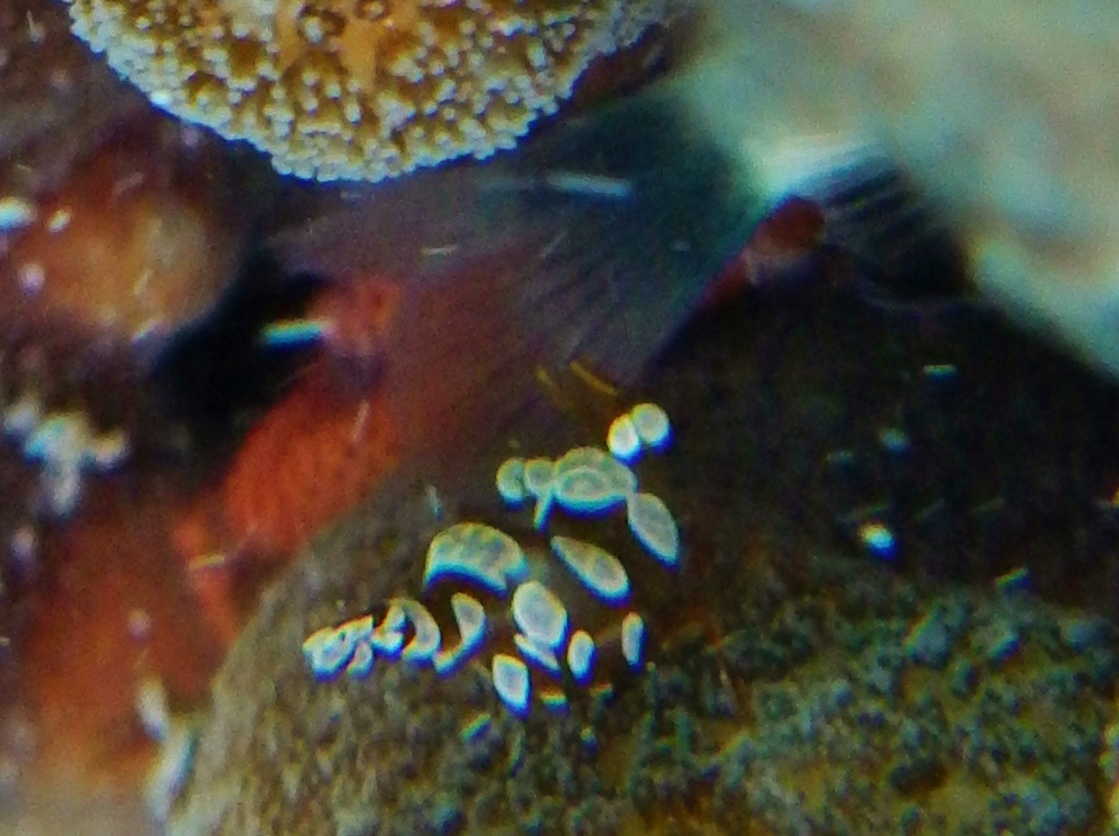
Une crevette Thor amboinensis
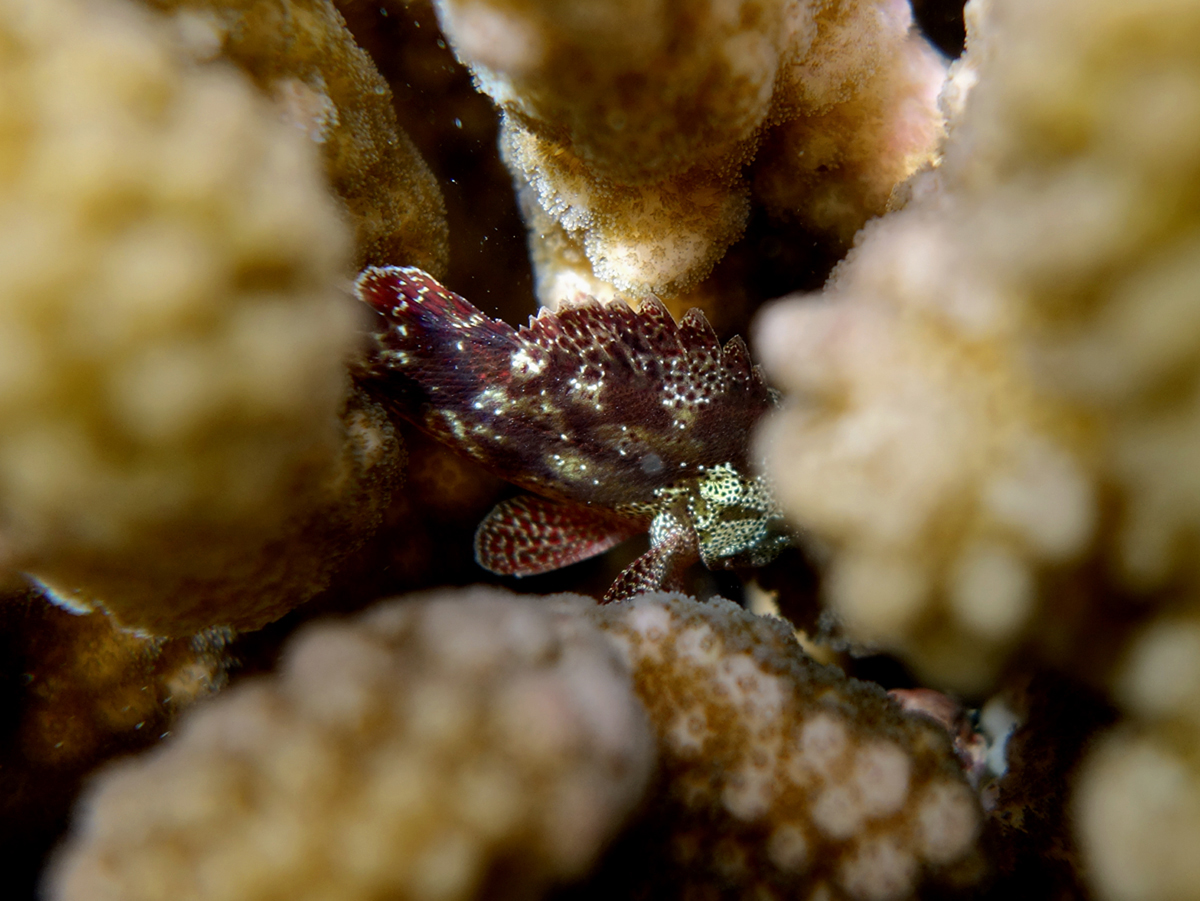
Une rascasse à points sombres (Sebastapistes tinkhami)
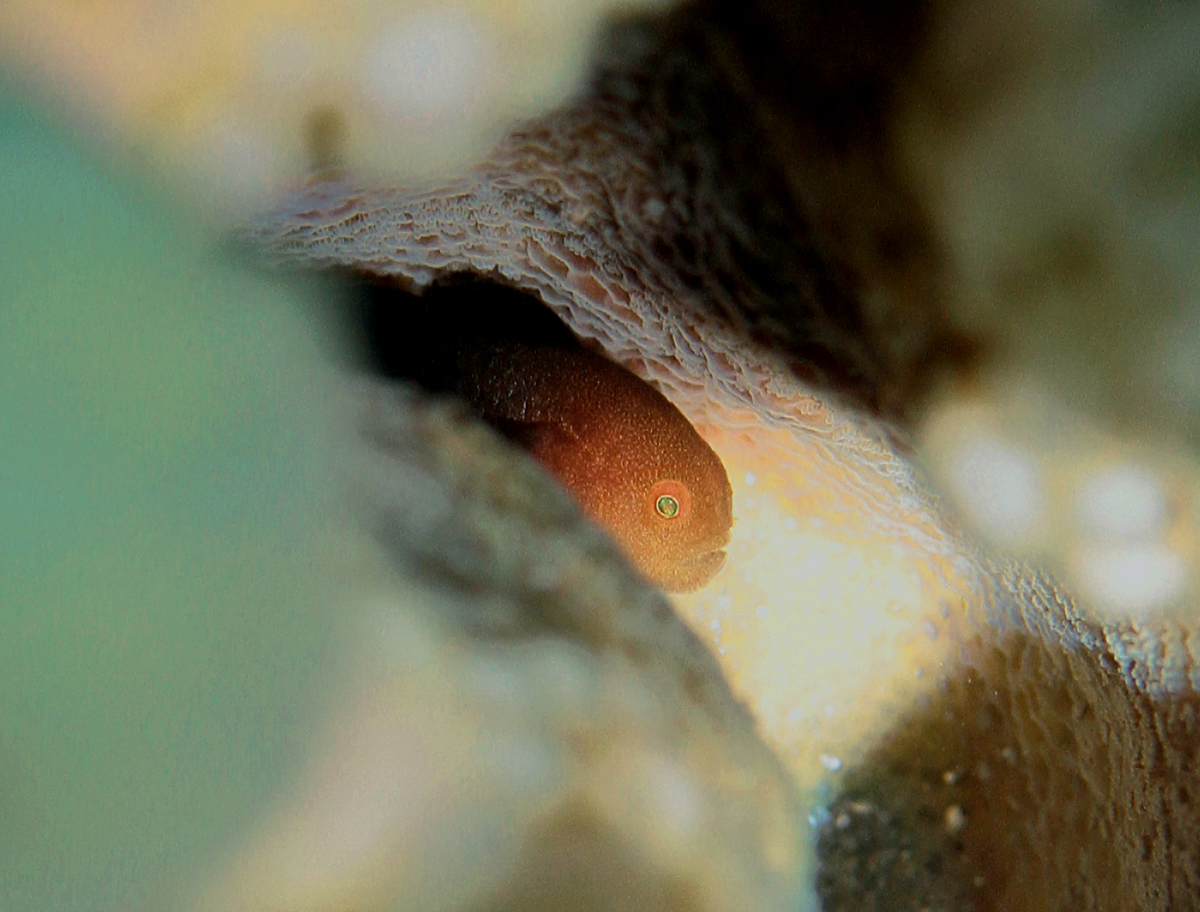
Un minuscule gobie Paragobiodon modestus
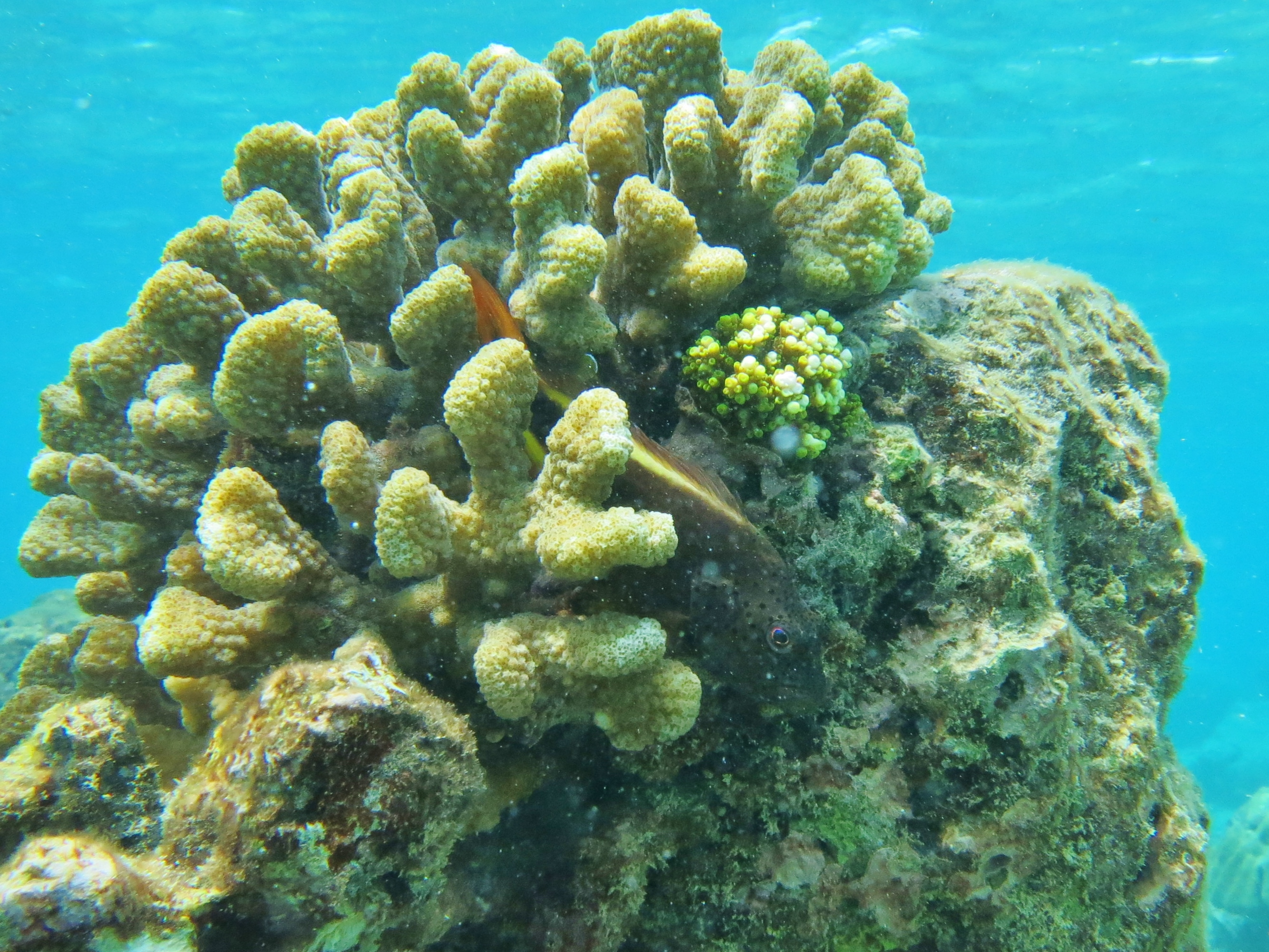
Un poisson-faucon de Forster (Paracirrhites forsteri) tapi dans un Pocillopora
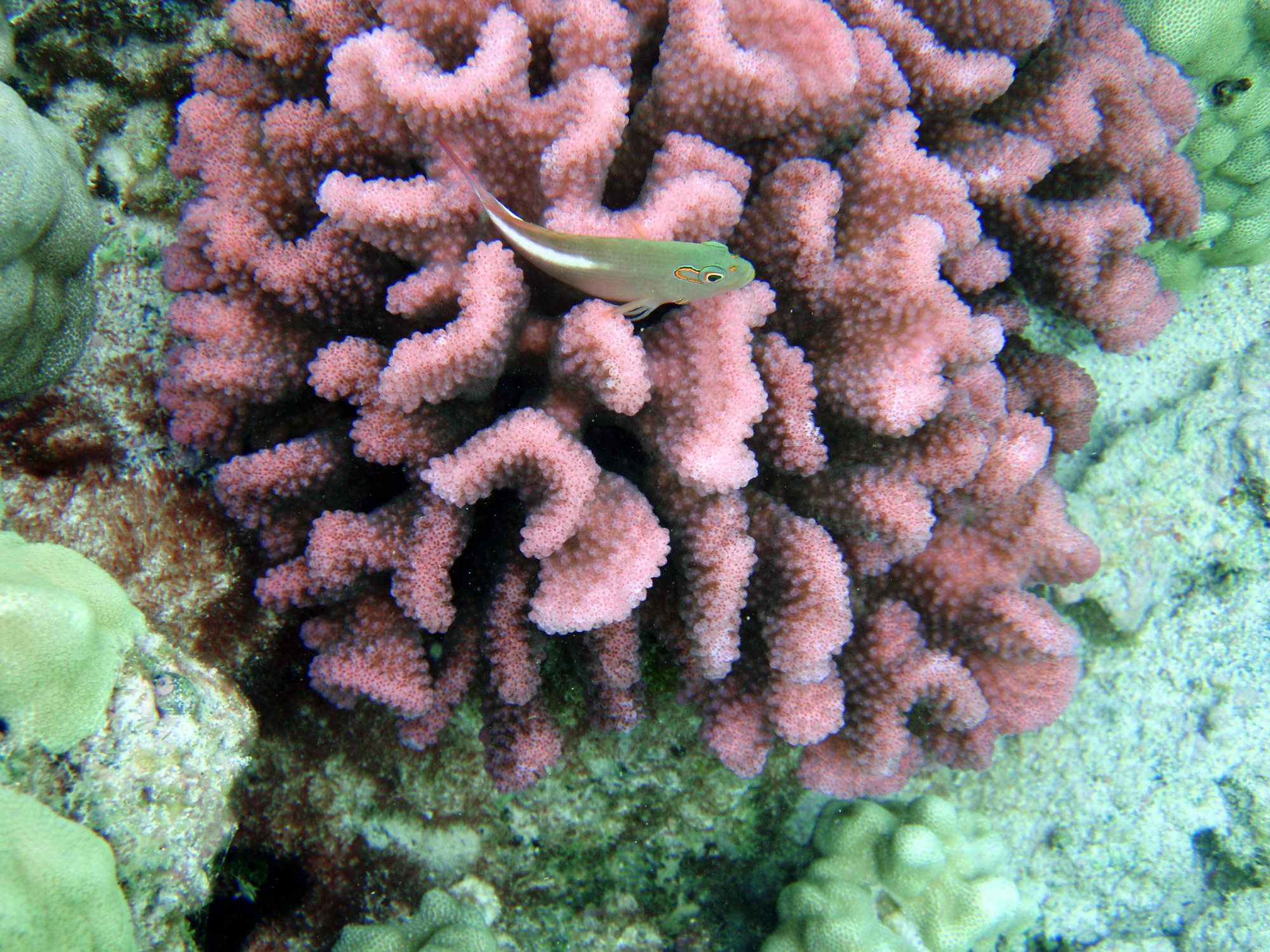
Paracirrhites arcatus
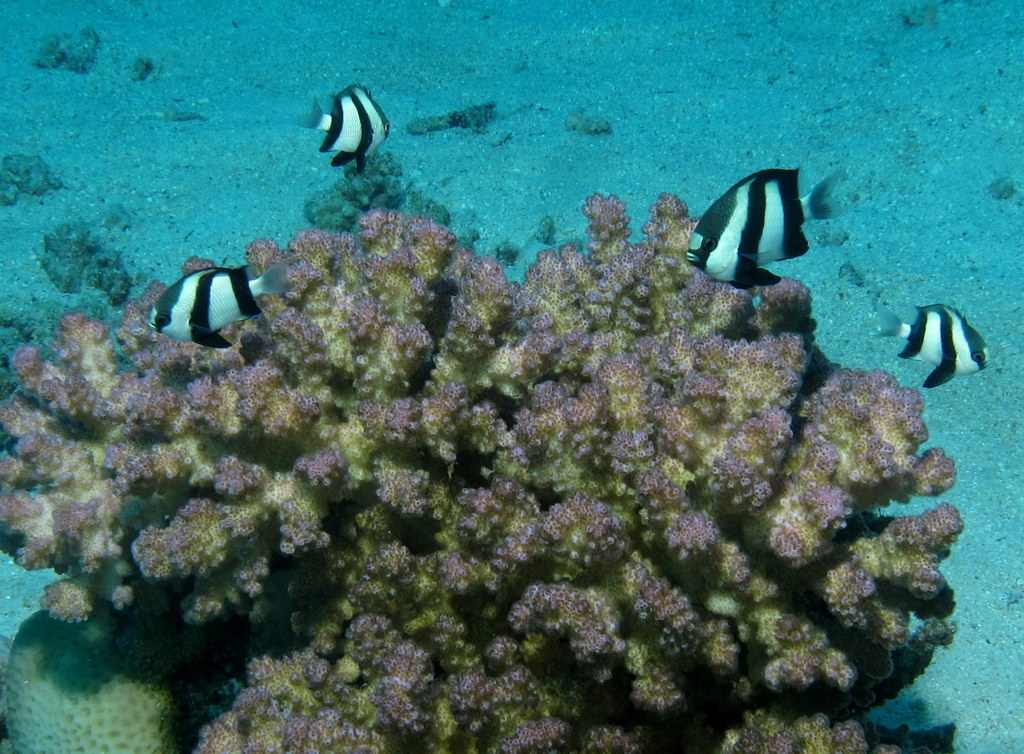
Dascyllus aruanus
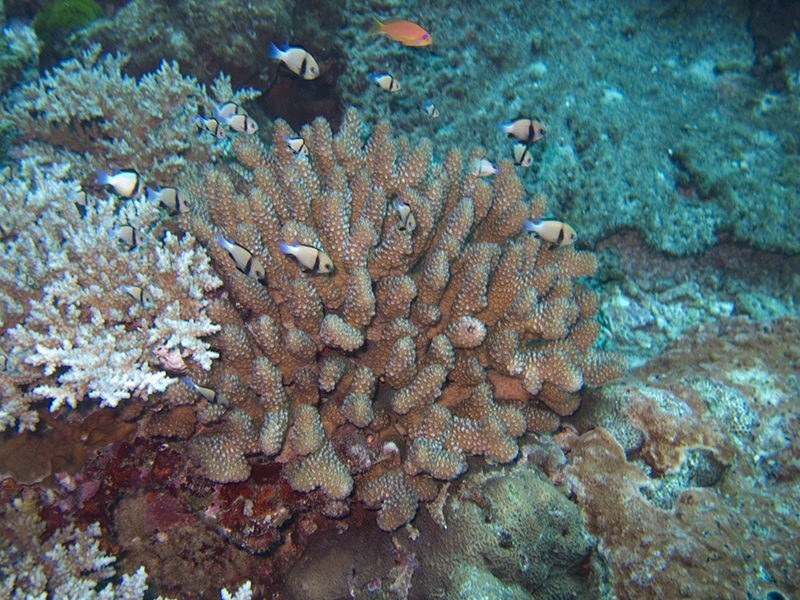
Dascyllus carneus
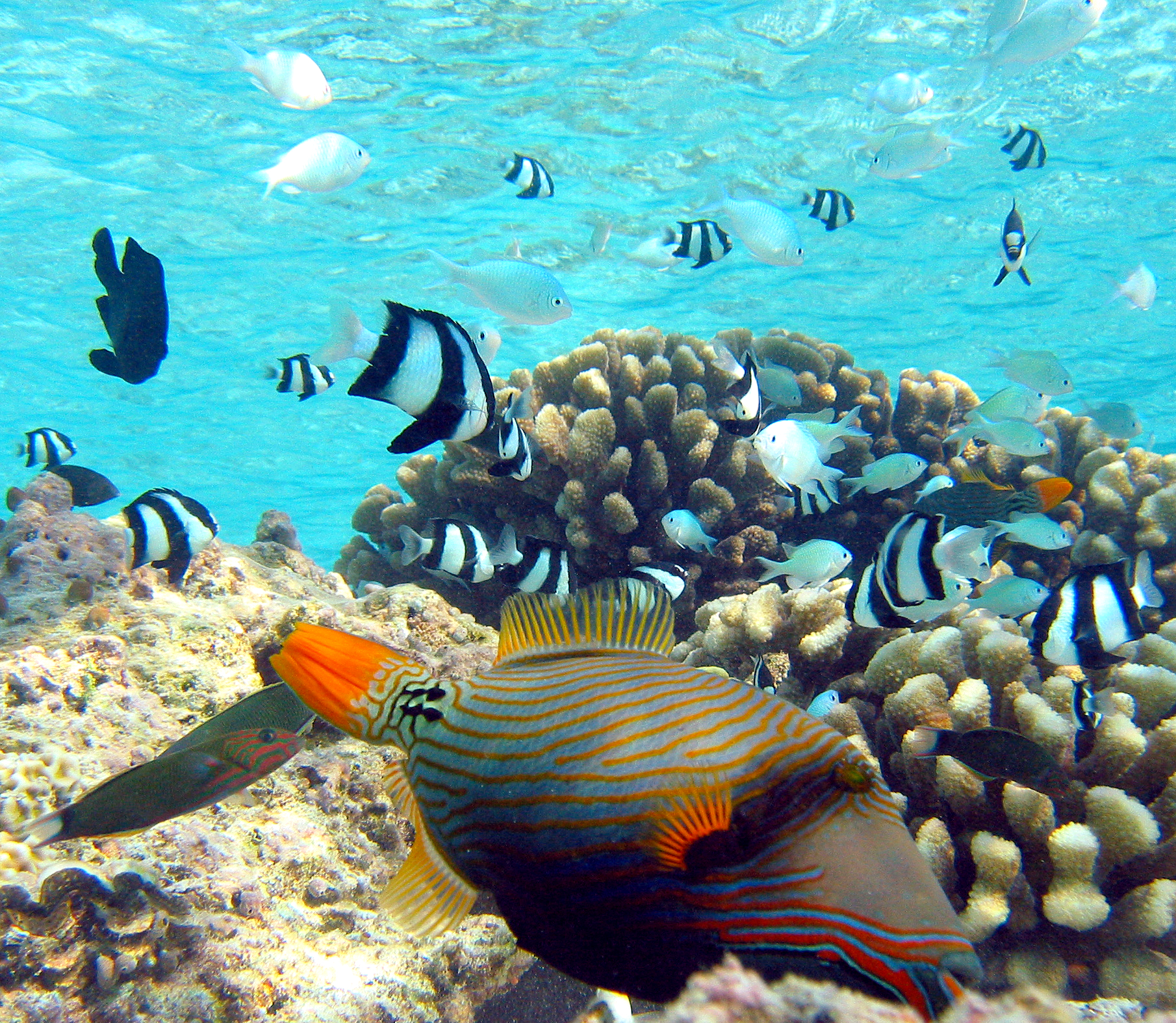
Population mixte (notamment des Chromis et Dascyllus).